# Josiane Aubert

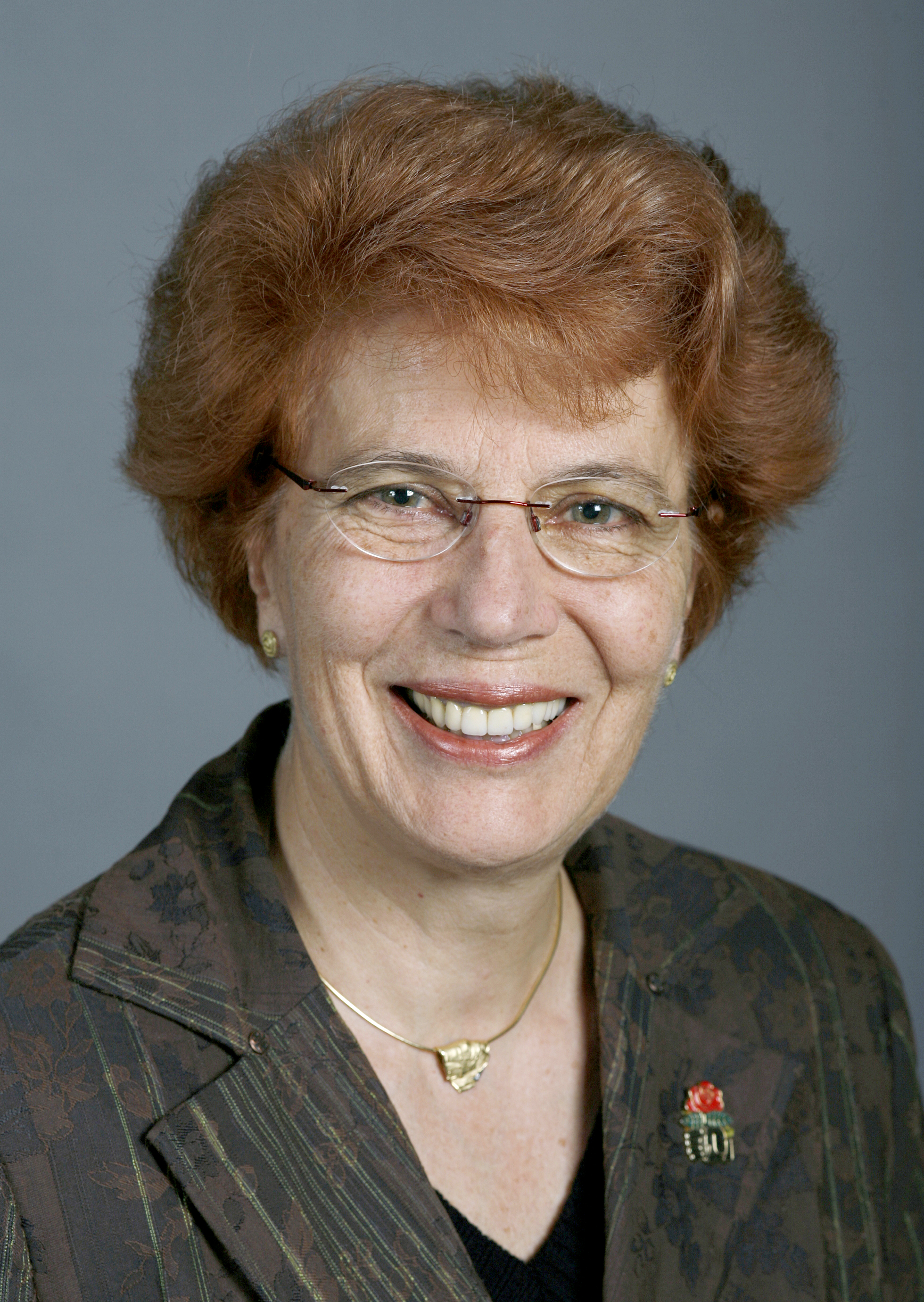
Josiane Aubert (2008)

Josiane Aubert-Honsberger (* 7. April 1949 in Le Chenit; heimatberechtigt ebenda) ist eine Schweizer Politikerin (SP).

## Biografie
Josiane Aubert hat an der Universität Lausanne Naturwissenschaften studiert und mit dem Lizentiat abgeschlossen. Sie arbeitete als Sekundarlehrerin und Erwachsenenbildnerin.
Aubert gehörte von 2002 bis November 2007 dem Grossen Rat von Waadt an. Vom März 2004 bis zum März 2008 war sie Parteipräsidentin der SP des Kantons Waadt. Am 4. Juni 2007 rückte sie für den zurückgetretenen Pierre Salvi in den Nationalrat nach und wurde bei den Schweizer Parlamentswahlen 2007 bestätigt. Sie gehörte verschiedenen Kommissionen an, unter anderem der Sicherheitspolitischen Kommission und der Finanzkommission als Mitglied sowie der Kommission für Wissenschaft, Bildung und Kultur als Präsidentin. Sie trat per 1. Juni 2014 aus dem Nationalrat zurück, auf sie folgte Rebecca Ruiz.
Josiane Aubert ist verheiratet und hat drei Kinder.